# Milan Herzog
Milan Herzog (* 23. August 1908 in Vrbovec, Kroatien; † 20. April 2010 in Los Angeles, Kalifornien, USA) war ein amerikanischer Produzent für wissenschaftliche Filme.
Bevor er Produzent wurde, war er Zeitungskorrespondent, Richter, Direktor des „U.S. Departement of War Information“ und Kommentator bei der Voice of America.

## Werk
Nachdem er mit seiner Familie vor dem Ersten Weltkrieg nach Paris geflohen war, studierte er dort Jura und arbeitete als Übersetzer, Journalist und Richter.
Nach dem Aufstieg von Adolf Hitler floh er mit seiner Familie abermals, diesmal in die USA.
Seine Karriere bei der Encyclopaedia Britannica begann er 1946 als „Staff producer“ in Chicago. Als Vizepräsident der Produktion der Encyclopaedia Britannica war er schließlich verantwortlich für ca. 400 akademische Filme, welche in den Klassenzimmern der ganzen USA zu sehen waren.

## Privates
Er sprach Kroatisch, Serbisch, Spanisch, Englisch, Deutsch und Französisch.